# Völkertafel (Bibel)

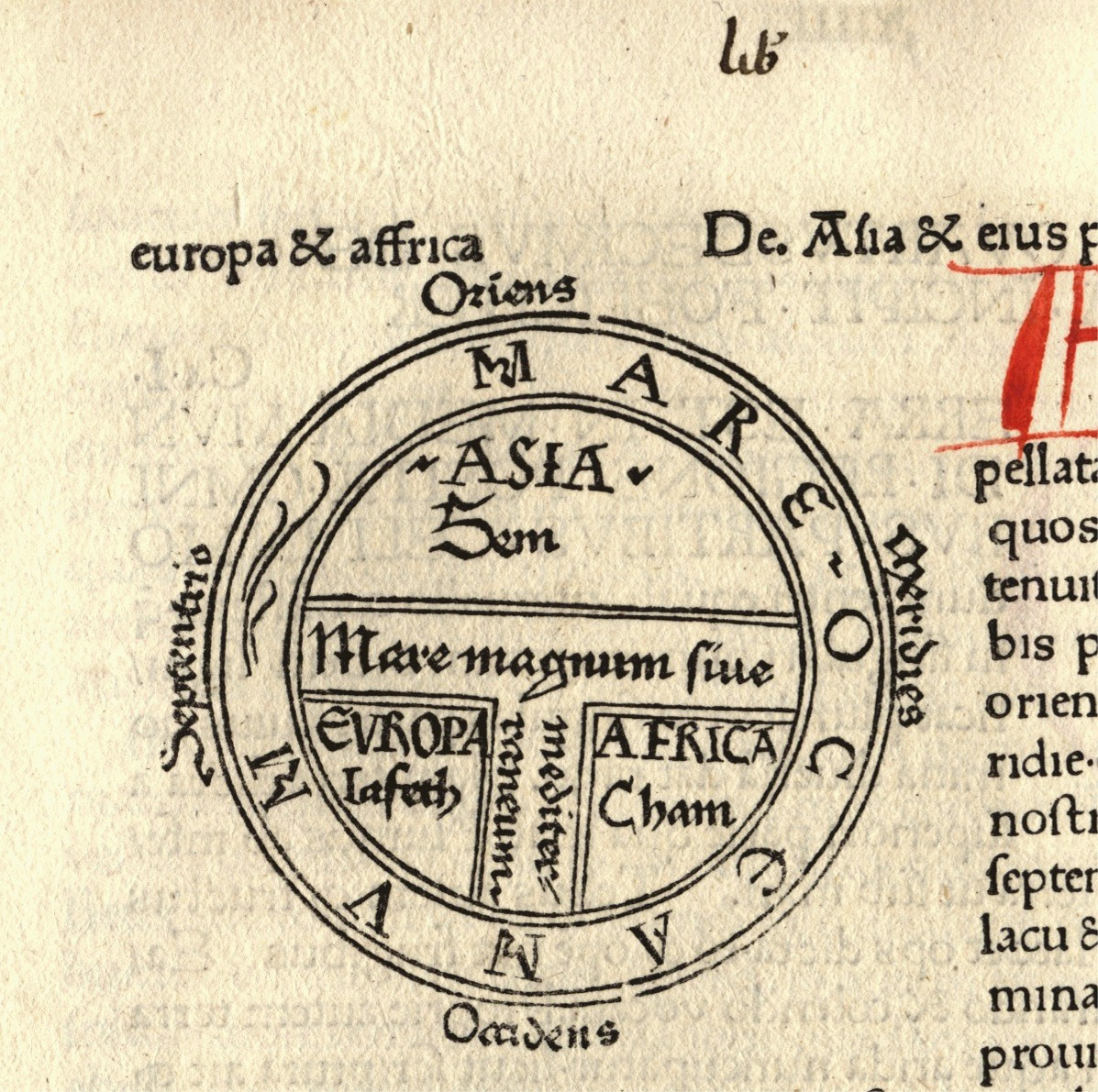
Radkarte, Basis Isidor von Sevilla (Anfang 7. Jahrhundert), Erstdruck Günther Zainer, 1472

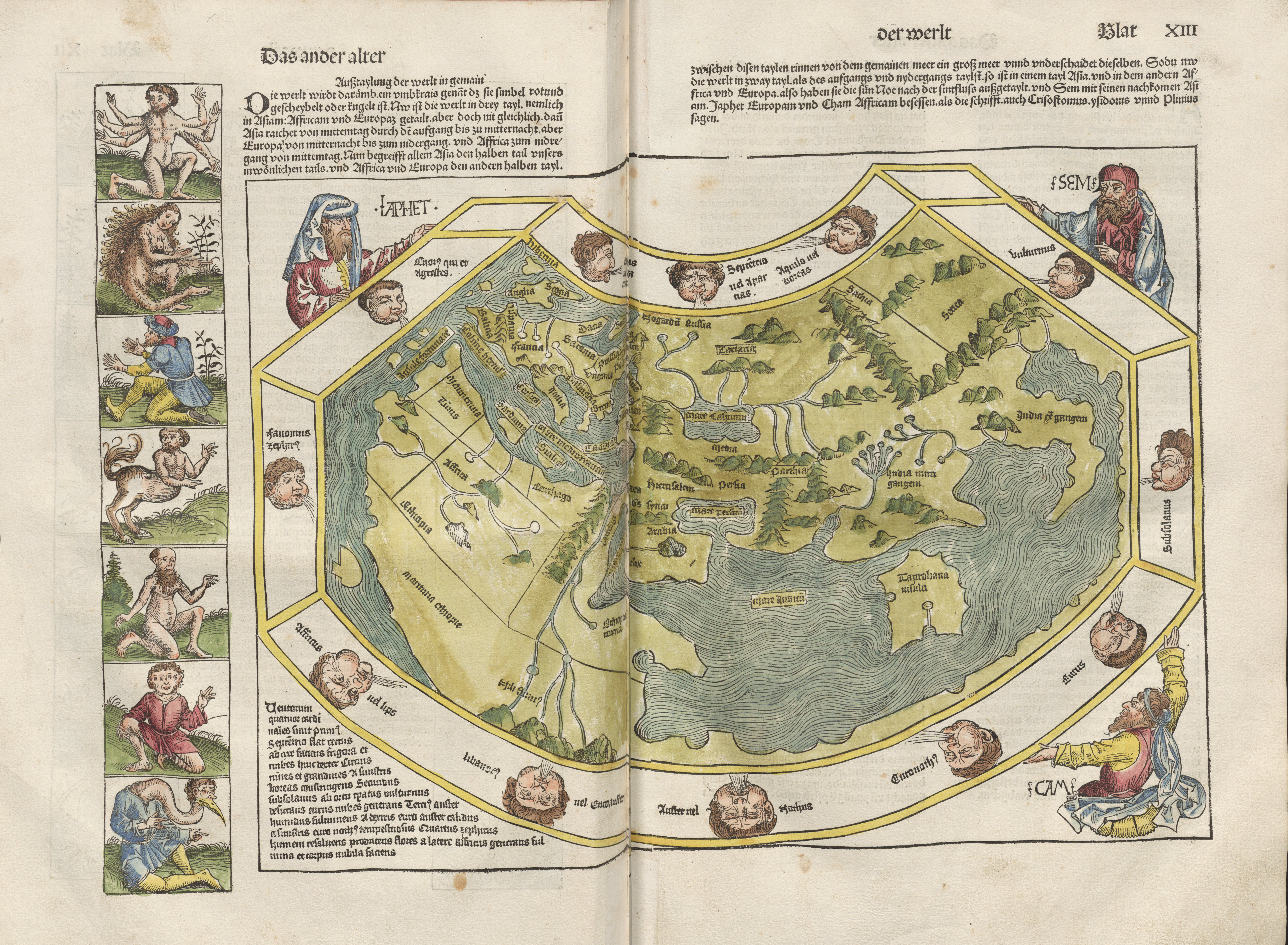
Weltkarte aus der Schedelschen Weltchronik (1493)

Als Völkertafel wird eine Zusammenstellung der Nachkommen Noahs im zehnten Kapitel des 1. Buch Mose (Genesis) im Alten Testament der Bibel (Gen 10 ) bezeichnet.
Eine ähnliche Zusammenstellung findet sich in der Bibel nochmals in den ersten Kapiteln des 1. Buches der Chronik (1 Chr  ). Das Entstehen der Tafel wird ins 5. oder 6. Jahrhundert v. Chr. datiert, möglicherweise wurde von den Verfassern auch älteres Material berücksichtigt, Ergänzungen fanden bis ins 4. Jahrhundert v. Chr. statt.
Nach biblischer Vorstellung zweigten sich von den drei Söhnen Noahs, Sem, Ham und Jafet, die Völker ab, die nach der Vernichtung der Menschheit in der Sintflut die Erde neu bewohnen sollten. Dem liegt die in der Antike gängige Vorstellung zu Grunde, dass eine Volksgruppe genealogisch auf die Abstammung von einem Stammvater zurückgeführt werden kann. Insgesamt listet das Kapitel – je nach Lesart – zwischen 70 und 72 Namen zu den im biblischen Israel bekannten umliegenden Völkern.
Dass sich die von Sem abstammenden Völker von Vorderasien aus nach Osten, die von Ham abstammenden in südwestlicher und die von Jafet abstammenden in nordwestlicher Richtung ausgebreitet hätten, war in der Zeit des europäischen Mittelalters bis in die Neuzeit und in allen von der biblischen Überlieferung beeinflussten Regionen eine gängige Vorstellung. Auf der Radkarte aus den Etymologiae des Isidor von Sevilla vom Anfang des 7. Jahrhunderts, gedruckt 1472 von Guntherus Ziner, erkennt man die Namen der drei Söhne Noahs den Kontinenten Asien (Sem), Europa (Jafet) und Afrika (Ham) zugeordnet. Auf Isidor greift noch Hartmann Schedel in seiner Weltchronik (1493) zurück, wenn er am Rand der Weltkarte die drei Söhne Noahs abbildet, wie sie die von ihren Nachkommen bevölkerten Gebiete betrachten. Der Bibeltext selbst gibt diese simple Gleichsetzung der Nachkommen der drei Söhne Noahs mit den Bewohnern der drei damals bekannten Kontinente allerdings nicht her, insofern als z. B. die vor den Israeliten im späteren Land Israel (und somit in Asien) beheimateten Kanaaniter zu den Nachkommen Hams gezählt werden.
In der eurozentrisch geprägten Sprachwissenschaft und Völkerkunde des 19. Jahrhunderts wurden Namen aus der Völkertafel des Alten Testaments entlehnt, und aus vermeintlichen ethnischen Zusammengehörigkeiten wurde auf Sprachfamilien geschlossen. Gehalten hat sich von diesen Theorien nur die Sammelbezeichnung Semitische Sprachen (siehe auch: Semiten und Antisemitismus); das Konzept einer Hamitischen Sprachfamilie und die darauf aufbauende Hamitentheorie ist fachlich heute ebenso veraltet wie die Japhetitentheorie russischer Sprachwissenschaftler.